# Beijing X6
Der Beijing X6 ist ein Sport Utility Vehicle der chinesischen Beijing Motor Corporation. Es wird auf dem Heimatmarkt unter der Marke Beijing vermarktet.

## Geschichte
Vorgestellt wurde das 4,62 Meter lange Fahrzeug im November 2021 auf der Guangzhou Auto Show. Auf dem chinesischen Heimatmarkt kam es im Juli 2022 in den Handel und ist dort zwischen Beijing X3 und Beijing X7 positioniert. In Deutschland kam die Baureihe Ende 2022 als BAIC Beijing X55 auf den Markt. Sie wird durch den Importeur Indimo vertrieben. Für Russland wird das Fahrzeug seit August 2023 bei Avtotor in Kaliningrad gefertigt. In Italien wurde der Wagen im Mai 2024 von DR Automobiles als Tiger Six vorgestellt. Er kam dort Anfang 2025 in den Handel.

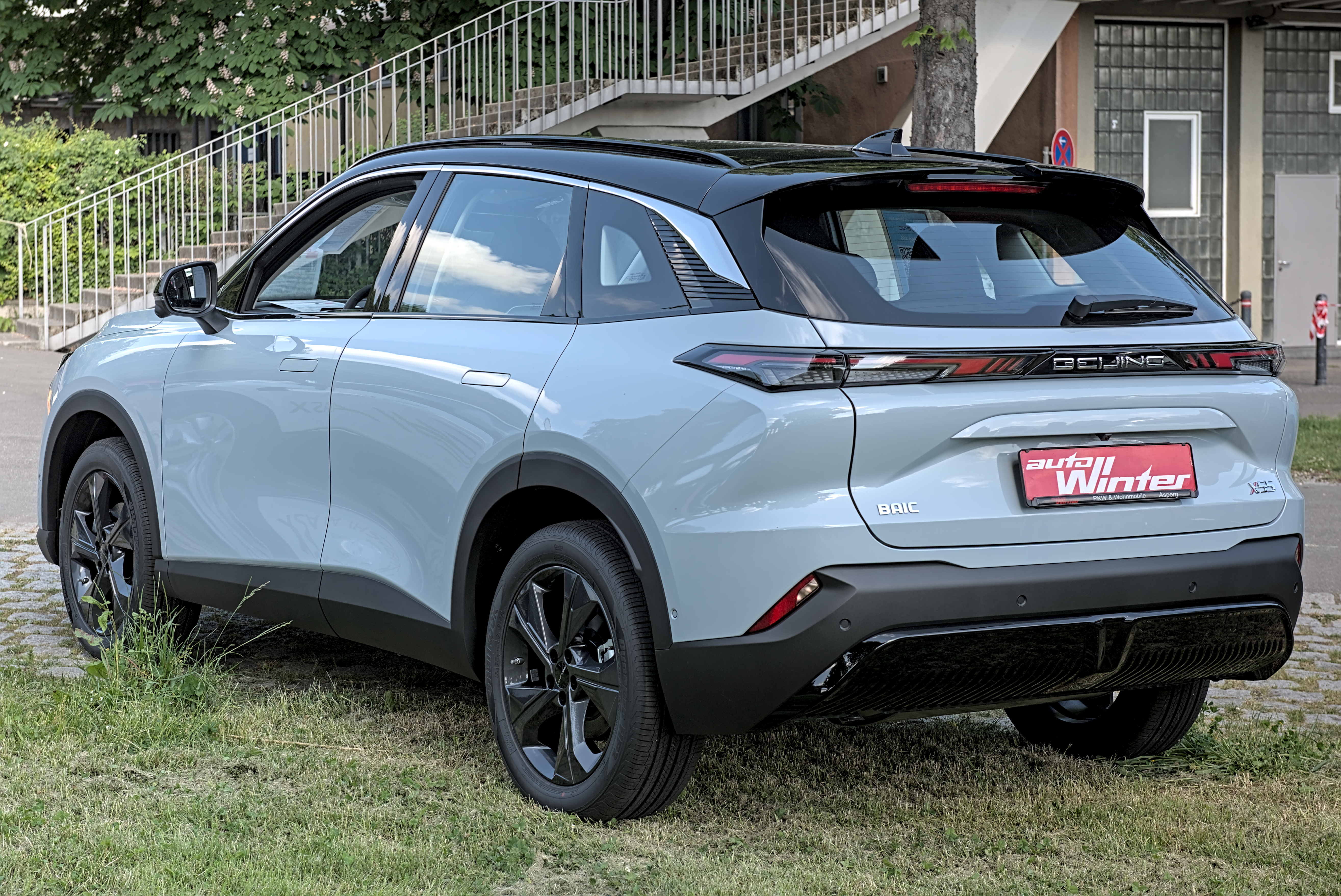
Heckansicht
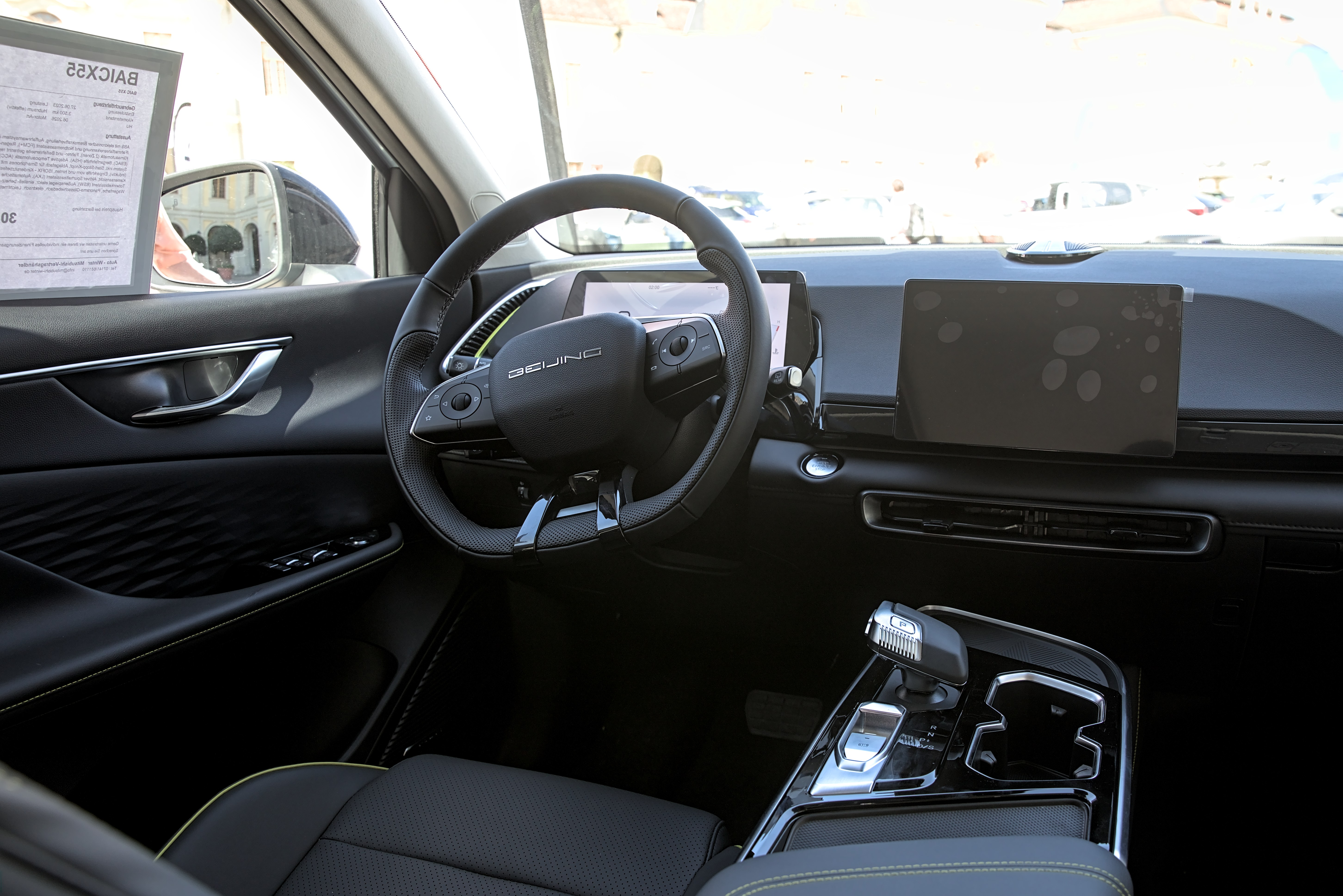
Innenansicht
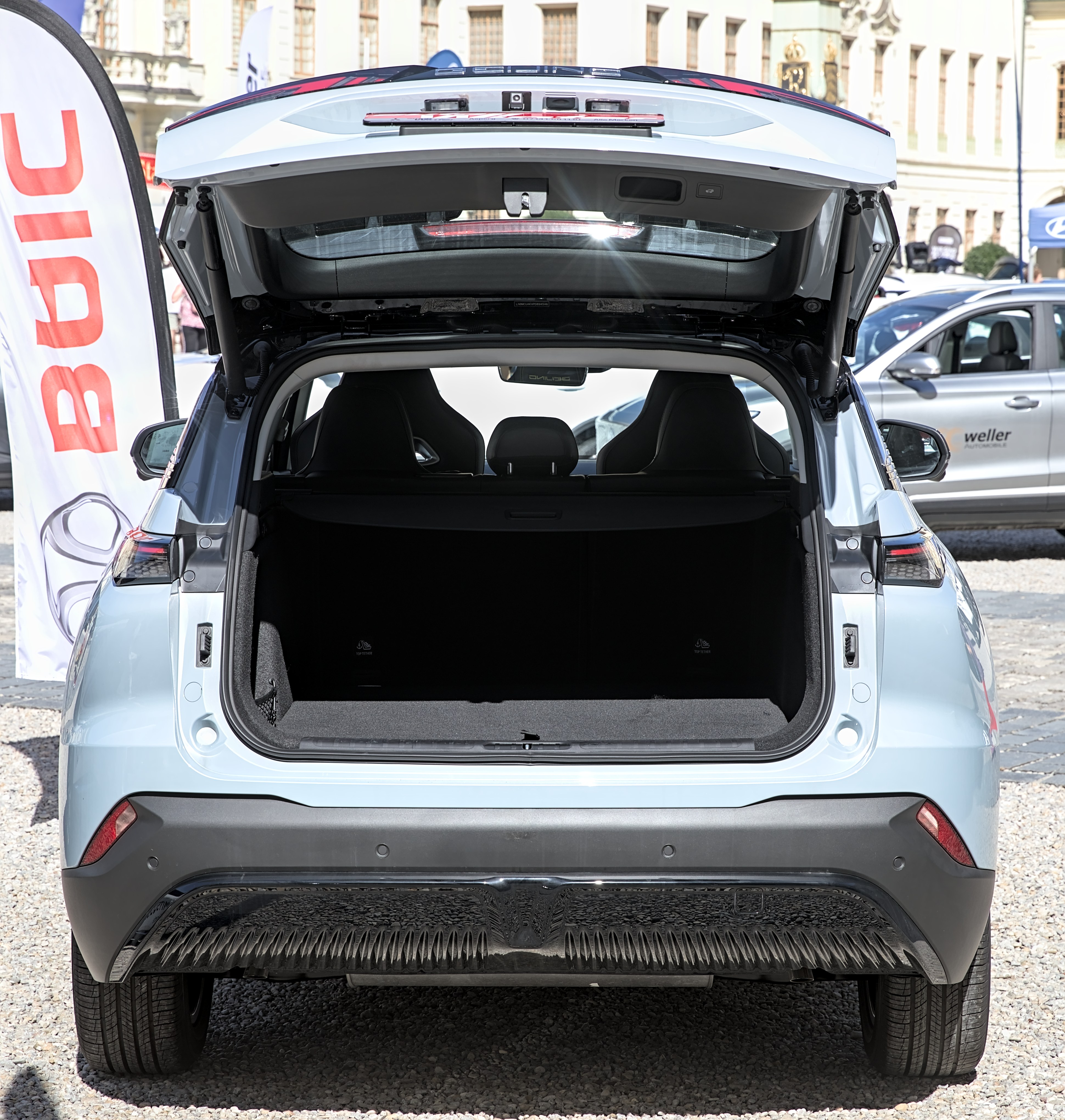
Kofferraum
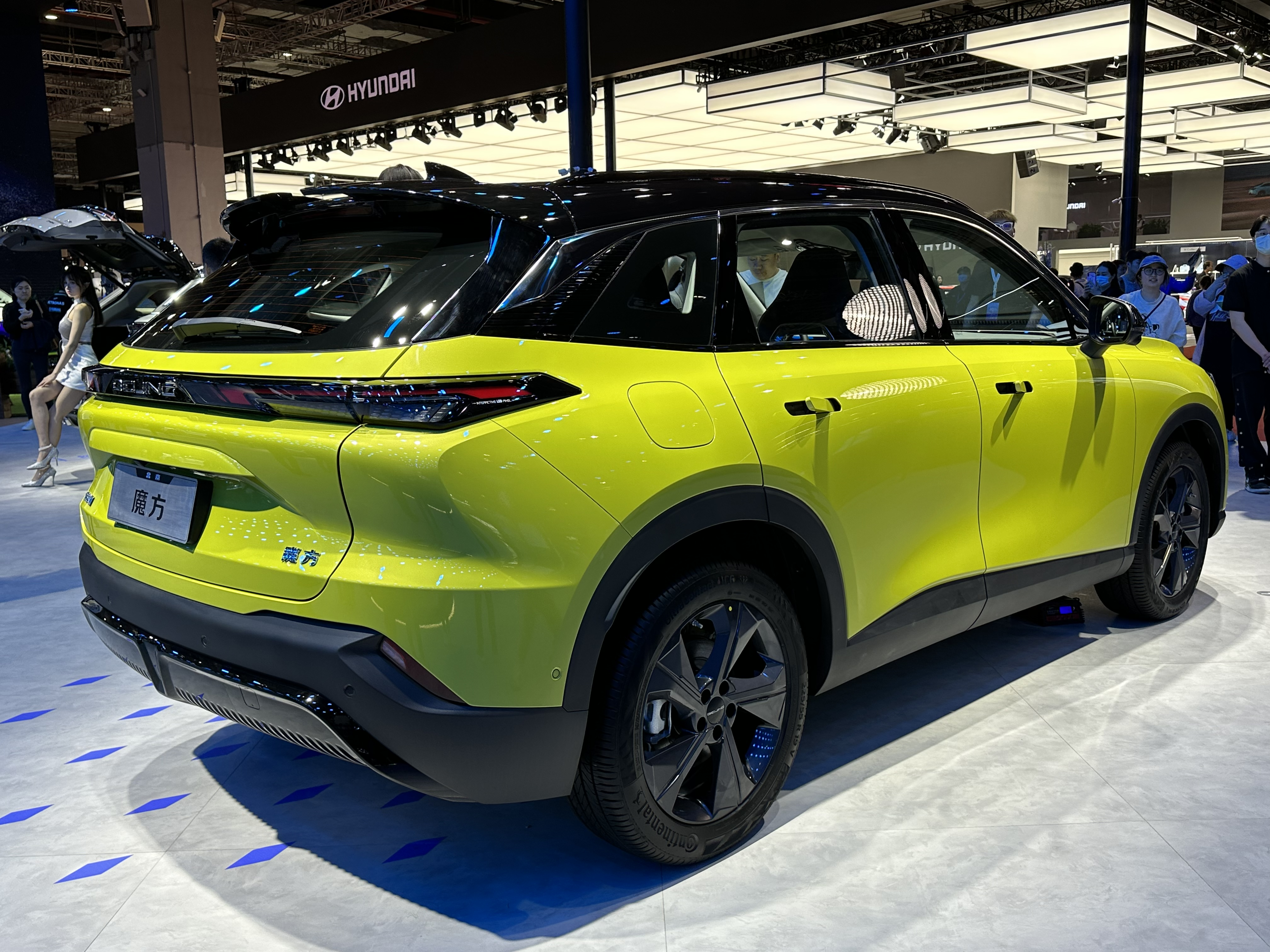
Beijing X6

## Technische Daten
Angetrieben wird das SUV von einem aufgeladenen 1,5-Liter-Ottomotor mit 138 kW (188 PS). Es hat ein 7-Stufen-Doppelkupplungsgetriebe und Vorderradantrieb.
|                                             | 1.5T                             |
| Bauzeitraum                                 | seit 07/2022                     |
| Motorkenndaten                              |                                  |
| Motortyp                                    | Reihen-Vierzylinder-Ottomotor    |
| Motoraufladung                              | Turbolader                       |
| Hubraum                                     | 1498 cm³                         |
| max. Leistung bei min−1                     | 138 kW (188 PS) / 5500           |
| max. Drehmoment bei min−1                   | 305 Nm / 1500–4250               |
| Kraftübertragung                            |                                  |
| Antrieb                                     | Vorderradantrieb                 |
| Getriebe                                    | 7-Stufen-Doppelkupplungsgetriebe |
| Messwerte                                   |                                  |
| Leergewicht                                 | 1550 kg                          |
| Höchstgeschwindigkeit                       | 200 km/h                         |
| Beschleunigung, 0–100 km/h                  | 7,8 s                            |
| Kraftstoffverbrauch auf 100 km (kombiniert) | 7,2 l Super                      |
| Tankinhalt                                  | 53 l                             |
| Abgasnorm                                   | China VIb                        |